# Генрік л'Абе-Лунд
Генрік л'Абе-Лунд (норв. Henrik L‘Abeé-Lund 26 березня 1986) — норвезький біатлоніст, чемпіон світу з біатлону в естафеті, призер чемпіонатів світу серед юніорів, чемпіон Європи з біатлону 2009 року.

## Виступи на чемпіонатах світу
| Рік  | Місце проведення     | Інд | Спр | Пр | МС | Ест | ЗМ |
| 2013 | Нове Место-на-Мораві | 9   | 37  | 20 | 17 | 1   |    |

## Кар'єра в Кубку світу
- Дебют у кубку світу — 4 лютого 2011 року в спринті в Преск-Айлі — 17 місце.
- Перше попадання в залікову зону — 4 лютого 2011 року в спринті в Преск-Айлі — 17 місце.
- Перший особистий подіум — 9 березня 2013 року в спринті в Сочі — 3 місце.
- Перша перемога — 9 грудня 2012 року в естафеті в Гохфільцені — 1 місце.

Генрік дебютував у кубках світу у сезоні 2010/2011, де провів 7 гонок. Його найкращим особистим досягненням стало 10 місце в перегонах переслідування на етапі в американському Преск-Айлі.
За результатами виступів в Кубку світу Генріку вдалося вибороти залікові бали та посісти 65 місце в заліку найкращих біатлоністів сезону 2010-2011.
У сезоні 2011/2012, Генрік стартував лише на 3 етапах Кубка світу, де провів 5 гонок. У трьох із них йому вдалося набрати залікові бали та посісти 68 місце в загальному заліку.
Свій третій сезон Кубка світу Генрік провів досить непогано. Він стартував на 8 із 9 етапів Кубка світу. У більшості особистих гонках спортсменові вдавалося фінішувати в заліковій зоні. Продемонстровані результати протягом першої частини сезону дозволи йому пройти кваліфікацію і дебютувати на Чемпіонат світу з біатлону 2013 року, що проходив в Чехії. Дебют для л'Абе-Лунда видався досить непоганим: в мас-старті та пасьюті він фінішував в ТОР-20, в спринті був 37-м, а в індивідуалці - 9-м. В естефетній гонці він разом з Уле-Ейнаром Б'єрндаленом, Тар'єм Бо та Емілем Хегле Свендсеном виборов золоту нагороду та став чемпіоном світу. На 8 етапі Кубка світу, що проходив у російському Сочі Генрік виборов свою першу особисту нагороду - бронзу в спринті. Загалом протягом сезону йому вдалося набрати 394 бали та посісти 24 сходинку в загальному заліку біатлоністів.

## Загальний залік в Кубку світу
- 2010—2011 — 65-е місце (66 очок)
- 2011—2012 — 68-е місце (40 очок)
- 2012—2013 — 24-е місце (394 очки)

## Статистика стрільби
| № п/п | Сезон     | Загальна        | Індивідуальна гонка | Спринт        | Гонка переслідування | Мас-старт     | Естафета      |
| ----- | --------- | --------------- | ------------------- | ------------- | -------------------- | ------------- | ------------- |
| 1     | 2010-2011 | 87,8% (79/90)   | 0,0% (0/0)          | 83,3% (25/30) | 90,0% (54/60)        | 0,0% (0/0)    | 0,0% (0/0)    |
| 2     | 2011-2012 | 69,8% (60/86)   | 75,0% (15/20)       | 66,7% (20/30) | 85,0% (17/20)        | 0,0% (0/0)    | 50,0% (8/16)  |
| 3     | 2012-2013 | 82,9% (315/380) | 86,7% (52/60)       | 82,2% (74/90) | 77,0% (77/100)       | 90,0% (54/60) | 82,9% (58/70) |

## Статистика
У таблиці наведено статистику виступів біатлоніста в Кубку світу.
- Місця 1–3: кількість подіумів
- Чільна 10: кількість фінішів у першій десятці
- В очках: кількість виступів, на яких біатлоніст здобував очки
- Старти: кількість стартів
- Естафета: включно зі змішаною

| Місця                              | Індивід. | Спринт | Персьют | Мас-старт | Естафета | Разом |
| ---------------------------------- | -------- | ------ | ------- | --------- | -------- | ----- |
| 1                                  |          |        |         |           | 2        | 2     |
| 2                                  |          |        |         |           | 2        | 2     |
| 3                                  |          | 1      |         |           |          | 1     |
| Чільна 10                          | 1        | 2      | 1       | 2         | 8        | 14    |
| В очках                            | 3        | 10     | 7       | 3         | 8        | 31    |
| Стартів                            | 4        | 15     | 9       | 3         | 8        | 39    |
| Станом на: кінець сезону 2012/2013 |          |        |         |           |          |       |